# 伊東孝一
伊東 孝一（いとう こういち、1920年（大正9年）9月28日 - 2020年（令和2年）2月19日）は、日本の陸軍軍人。
最終階級は陸軍大尉。

## 経歴
宮城県、現在の大崎市出身。生後間もなく神奈川県横須賀市へ移住。横須賀中学校を経て陸軍予科士官学校に進み、1938年（昭和13年）末、同校を卒業。歩兵第32連隊付となる。1939年（昭和14年）、陸軍士官学校に進み、1940年（昭和15年）9月、同校（第54期）を卒業。同年10月、歩兵少尉に任官。
1941年（昭和16年）10月、陸軍中尉に昇進。歩兵団司令部、第5軍司令部における勤務を経て、原隊である歩兵第32連隊へ復帰し、第2大隊第8中隊長に就任。1944年（昭和19年）7月、陸軍大尉に昇進し、第1大隊長に就任。
歩兵第32連隊を含む第24師団主力は沖縄戦へと転用され第32軍隷下に配属された。1944年（昭和19年）8月、沖縄本島に上陸。
1945年（昭和20年）4月28日、前田の戦いにおいて、米軍戦車群を擲弾筒射撃および肉薄攻撃によって阻止した功で、第24師団長雨宮巽中将より賞詞を付与される。
5月4日、伊東大隊は第32軍の総攻撃に際して米軍陣地を突破し、棚原一五四.九高地を奪取したが、総攻撃中止の命令により5月6日撤退。棚原の戦いの活躍に対し第32軍司令官牛島満中将より部隊感状が授与された。
1945年（昭和20年）8月22日、国吉の洞窟陣地で戦闘を継続していた伊東のもとに、捕虜となった自身の部下とアメリカ軍兵士が接触して日本の降伏を告げた。その旨を北郷連隊長へ報告し、伊東は軍使として米第10軍司令部に派遣されることとなった。伊東は玉音放送の録音や内地のラジオ放送を聞き、捕虜となっていた八原博通第32軍高級参謀と面会した。また、捕虜の仮収容所に身分を隠して宿泊し捕虜たちの会話を聞いた結果、日本は敗戦したと判断し、連隊司令部に戻って北郷に報告した。
8月29日、武装を解除し投降。翌30日、第2大隊が所在する北上原に向かい、連隊長の降伏命令を伝達した。9月3日、石川収容所に収容、1946年3月27日復員。
復員後は土建業、機械工業に従事した。

## 演じた人物
- 井川比佐志『激動の昭和史 沖縄決戦』1971年